# Groises
Groises é uma comuna francesa na região administrativa do Centro, no departamento Cher. Estende-se por uma área de 17,22 km². Em 2010 a comuna tinha 134 habitantes (densidade: 7,8 hab./km²).